# 贵和街道
贵和街道，曾是中华人民共和国辽宁省沈阳市铁西区下辖的一个乡镇级行政单位。2019年12月，撤销贵和街道，所属辖区划入兴华街道。

## 行政区划
贵和街道下辖以下地区：
。